# 반튼주

반튼주의 위치

반튼주(인도네시아어: Provinsi Banten)는 인도네시아의 주 가운데 하나로, 자와섬 최서단에 위치한다. 주도는 세랑이며 인구는 10,600,000명(2010년 기준), 면적은 9,662.92 km2이다.
과거에는 서자와주의 일부였지만 2000년에 서자와주에서 분리되어 신설되었다. 2005년 반튼주의 국내총생산(GDP)은 제조업(49.75%), 무역, 호텔, 외식업(17.13%), 교통 통신(8.58%), 농업(8.53%) 순이었다. 고용 분야에서는 산업이 전체 고용자 수의 23.11%를 차지했고 이어 농업(21.14%), 무역(20.84%), 교통이 9.50%를 차지했다.

## 특징
서쪽으로는 순다 해협, 북쪽으로는 자와 해, 남쪽으로는 인도양과 접하며 서쪽으로는 수마트라 섬과 자바 섬을 분리한다. 이전에는 서자바 주의 일부였지만 2000년 이후에는 서자바 주의 주도가 되었다. 북반부(특히 자카르타와 자바해 연안 지역)는 최근 급격한 인구 증가와 도시화를 경험하고 있으며, 남반부(특히 인도양에 면한 지역)는 더 전통적인 특성을 가지고 있지만 똑같이 빠르게 증가하는 인구를 가지고 있다.

## 역사
오늘날의 반튼은 서기 4세기부터 7세기까지 순다인의 타루마나가라 왕국의 일부였다. 타루마네가라가 함락된 후, 스리비자야 제국과 순다 왕국과 같은 힌두교-불교 왕국들에 의해 지배되었다. 16세기 말에 이슬람교는 힌두교와 불교를 대체하여 반튼 술탄국을 세웠다. 유럽 무역업자들이 이 지역에 도착하기 시작했는데, 처음에는 포르투갈인들이, 그 다음에는 영국인과 네덜란드인들이 이 지역에 도착했다. 네덜란드 동인도 회사(VOC)는 마침내 지역 경제를 지배했고, 점차 반튼 술탄국을 약화시켰다. 1808년 11월 22일 네덜란드 총독 헤르만 빌렘 단델스는 반튼 술탄국이 네덜란드령 동인도에 흡수되었다고 선언했다. 이것이 네덜란드의 150년 직접 통치인 반탐 레지던시의 시작이었다. 1942년 3월, 일본은 인도를 침공하여 1945년 8월 항복하기 전까지 3년간 이 지역을 점령했다. 이 지역은 네덜란드가 떠나기 전까지 5년 동안 네덜란드의 지배를 받았고 인도네시아 정부에 의해 통치되었다. 이후 서자와 주의 일부가 되었고, 2000년에 분리주의자들의 노력으로 반튼주가 탄생했다.

반튼주의 기
반튼주의 문장